# Lucie Höflich

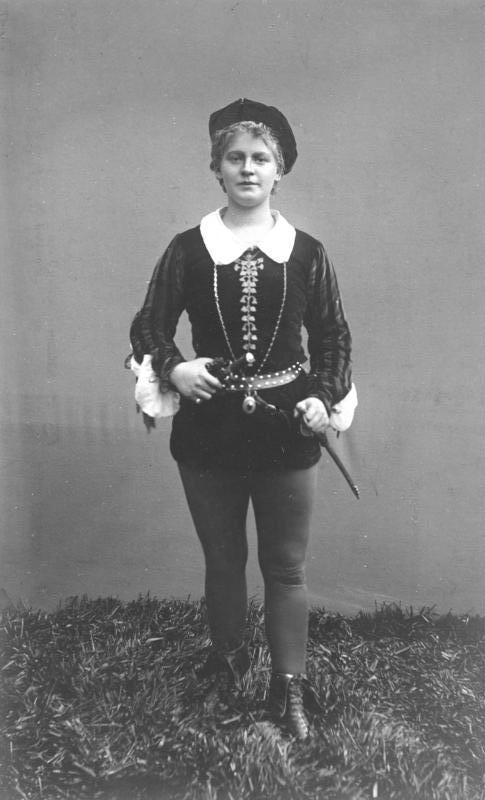
Lucie Höflich als Viola in William Shakespeares „Was ihr wollt“ (1907)

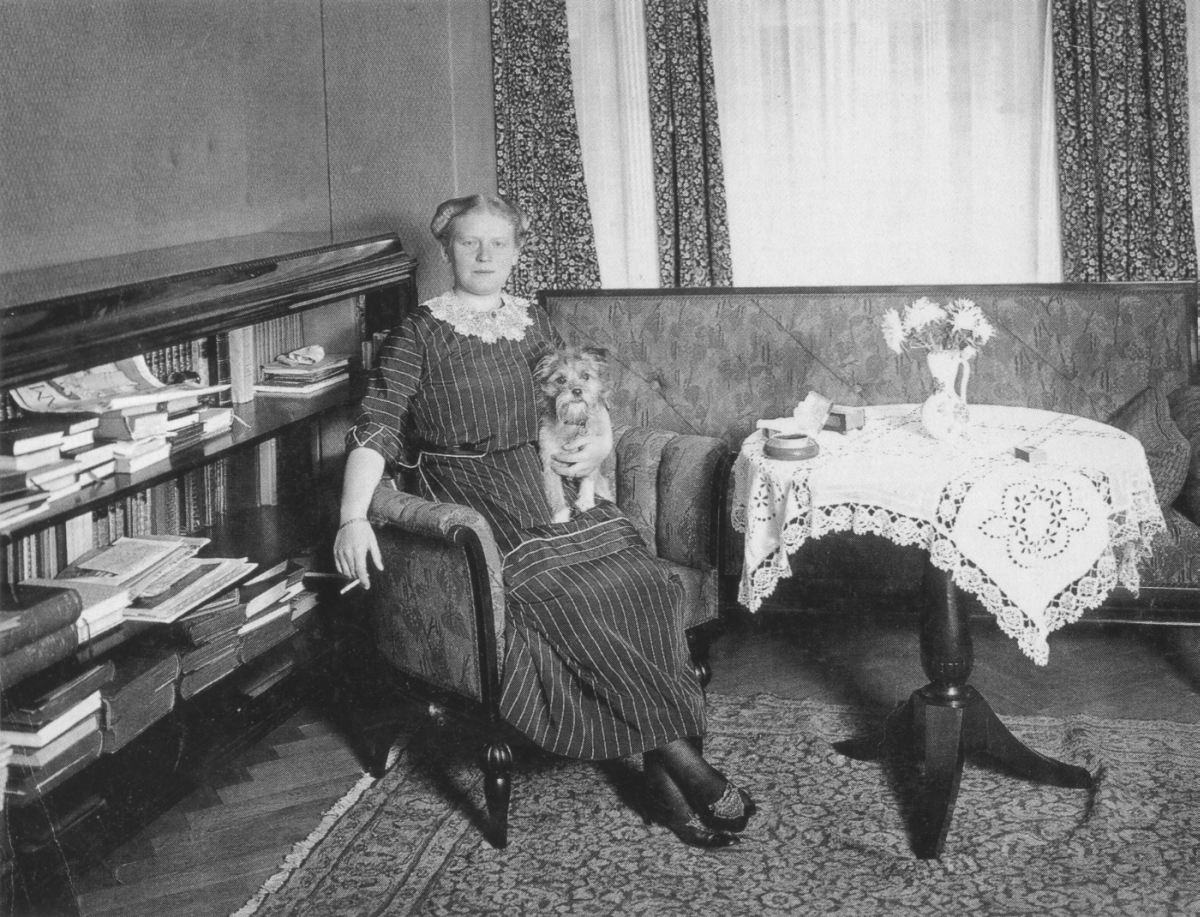
Lucie Höflich in ihrer Wohnung (1912)

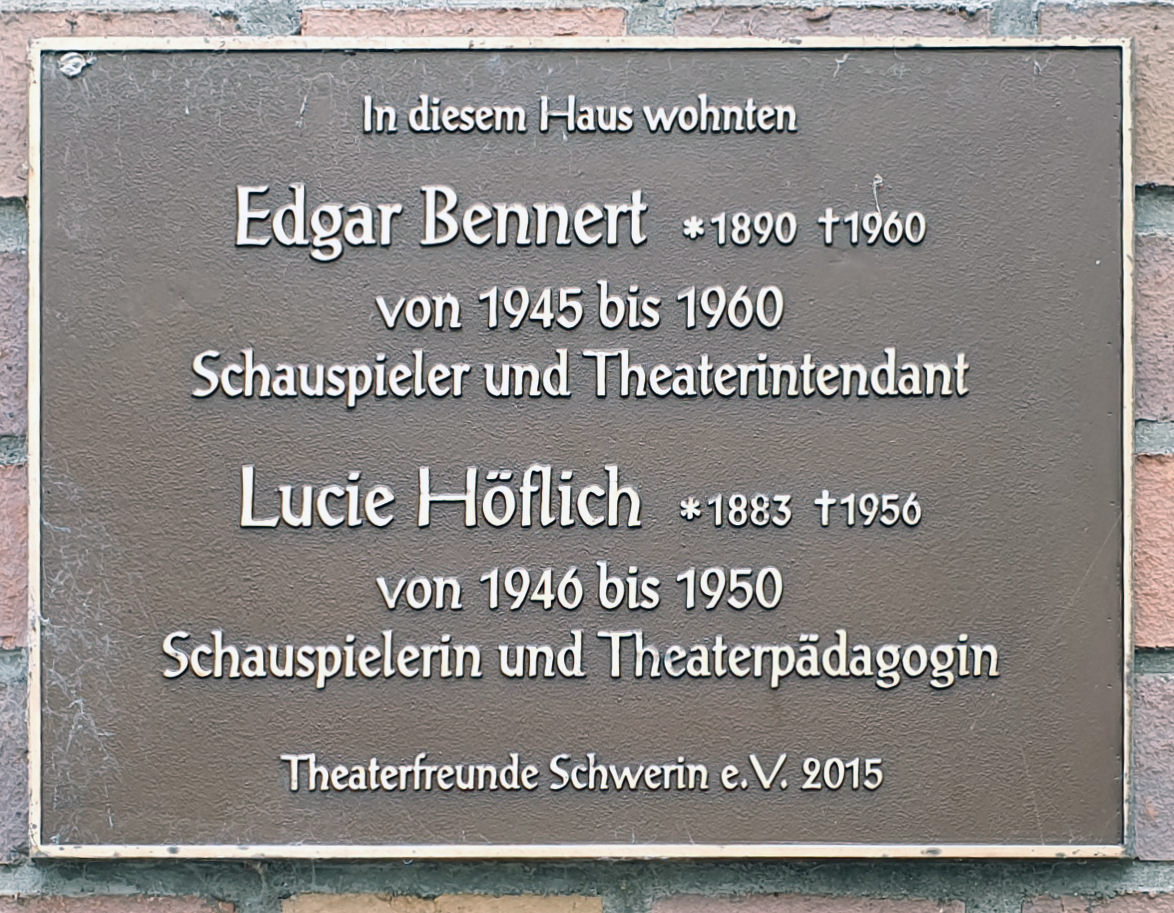
Gedenktafel am Haus Kleiner Moor 11 in Schwerin

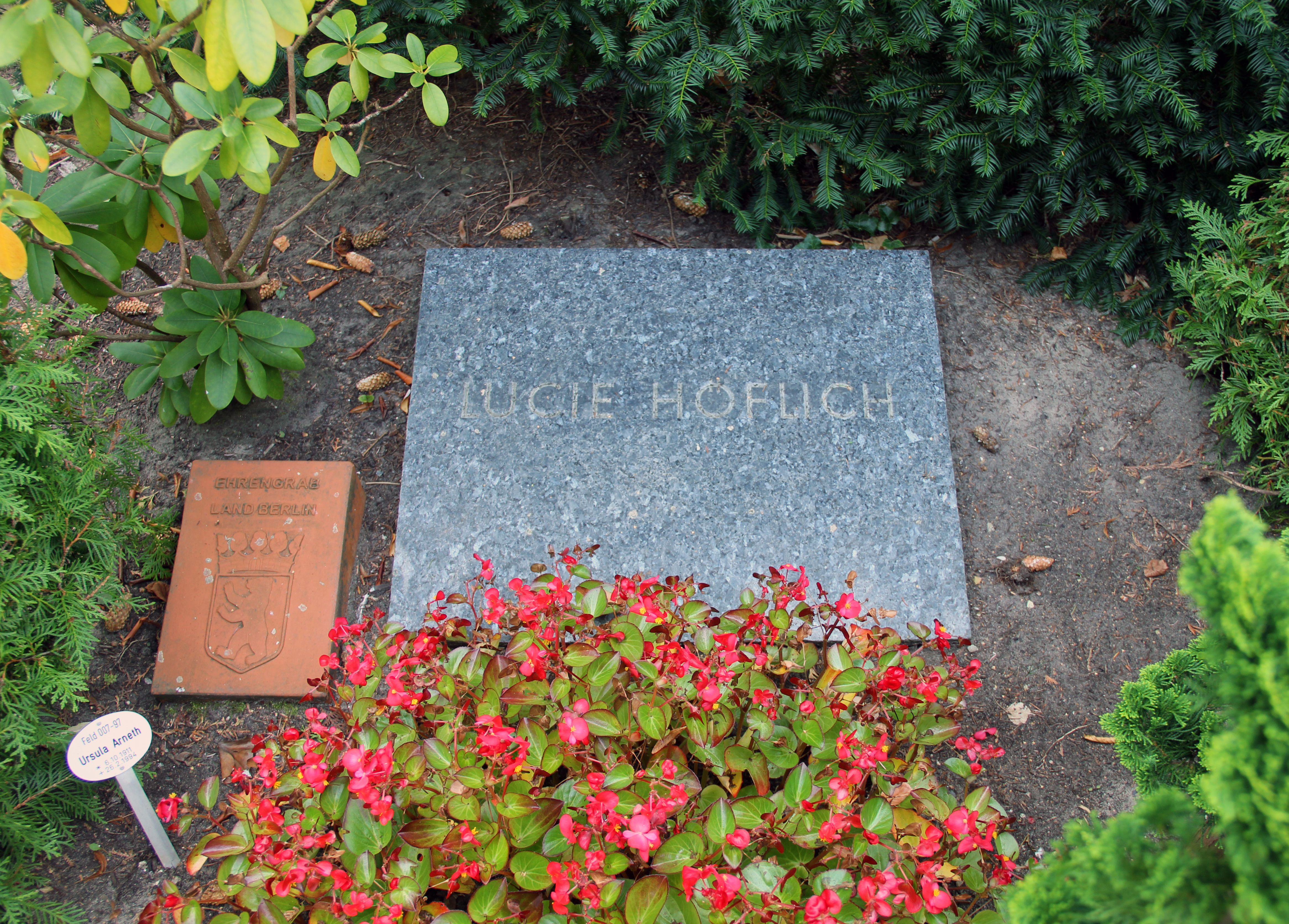
Ehrengrab von Lucie Höflich

Lucie Höflich, geboren als Helene Lucie von Holwede, (* 20. Februar 1883 in Hannover; † 9. Oktober 1956 in Berlin) war eine deutsche Schauspielerin.

## Leben

### Theater- und Filmarbeit
Ihre Mutter war Dora von Holwede (* 23. Dezember 1863 in Helmstedt; † 30. Mai 1937 in Hamburg) ihr Stief- und Adoptivvater Georg Höflich, Schauspieler und Regisseur am Berliner Schauspielhaus. Lucie Höflich begann ihre lange Theaterlaufbahn mit 16 Jahren am Stadttheater in Bromberg und kam 1901 an das Intime Theater in Nürnberg, im Jahr darauf an das Wiener Raimundtheater. 1903 debütierte sie am Deutschen Theater in Berlin. Sie blieb hier mit einigen Unterbrechungen bis 1932 engagiert.
Sie überzeugte in dieser Zeit besonders in naturalistischen Theaterstücken Gerhart Hauptmanns wie Rose Bernd oder Henrik Ibsens Nora. Auch als Franziska in Minna von Barnhelm und Gretchen in Faust errang sie allgemeine Anerkennung.
Ihre Filmkarriere begann 1913. Auf der Leinwand dominierte sie zwar nie wie am Theater, doch war sie über Jahrzehnte hinweg in vielen bedeutenden Nebenrollen zu sehen. Meist spielte sie Mütter, darunter auch in den beiden Propagandafilmen Der Fuchs von Glenarvon und Ohm Krüger.
1933 verließ Höflich das Deutsche Theater aus politischen Gründen und übernahm die Direktion der Staatlichen Schauspielschule Berlin. Ab 1936 führte sie dann ein eigenes Studio für Schauspielnachwuchs an der Berliner Volksbühne. In der Zeit des Nationalsozialismus wurde sie 1937 mit dem Titel Staatsschauspielerin ausgezeichnet. Bis 1940 gab sie noch Gastspiele als Darstellerin, insbesondere an der Volksbühne und am Schillertheater. Sie stand 1944 auf der Gottbegnadeten-Liste des Reichsministeriums für Volksaufklärung und Propaganda.
Nach dem Krieg leitete sie als Nachfolgerin von Werner Bernhardy von 1947/1948 bis 1950 das Staatstheater Schwerin. Danach trat sie wieder auf West-Berliner Bühnen auf, darunter das Hebbel-Theater, das Schlosspark-Theater und das Schillertheater.
Sie war Mitglied des 1. Volksrates der SBZ.
Lucie Höflich war von 1910 bis zur Scheidung 1917 mit dem Kunsthistoriker Anton Mayer verheiratet. Aus dieser Ehe stammt die Schauspielerin Ursula Höflich (* 6. Oktober 1911 in Berlin). Danach war sie kurzzeitig, vom 9. August 1921 bis zum 13. Juni 1922, die Ehefrau des Schauspielers Emil Jannings. Im April 1956 erlitt Höflich in Iserlohn bei einer Gastspielreise des Schlossparktheaters einen schweren Herzinfarkt, von dem sie sich jedoch erholte. Sie starb 1956 im Alter von 73 Jahren in ihrer Berliner Wohnung. Postum wurde sie 1957 für ihre Leistung als Frau Bäumle in dem Spielfilm Anastasia, die letzte Zarentochter (1956) mit dem Deutschen Filmpreis als beste Nebendarstellerin ausgezeichnet.
Ihre letzte Ruhe fand sie in einem Ehrengrab der Stadt Berlin im Feld 7 (Grablage: 15–26) auf dem Berliner Friedhof Dahlem.

### Der „Fall Höflich“
Im Zusammenhang mit Lucie Höflichs Tod entwickelte sich eine Diskussion über das Problem der Altersversorgung von Bühnenkünstlern. Lucie Höflich verfügte über keine Altersversorgung, da die von der Genossenschaft Deutscher Bühnen-Angehöriger (GDBA) ins Leben gerufene Münchener Versorgungsanstalt 1938, als die Pflichtversicherung eingeführt wurde, nur Künstler aufgenommen hatte, die das 45. Lebensjahr noch nicht überschritten hatten. Kurz vor Höflichs Tod hatte Boleslaw Barlog, Intendant der West-Berliner Staatlichen Schauspielbühnen, ihr brieflich den Ablauf ihres Vertrags zum 31. Juli 1957 mitgeteilt. Nach Vorwürfen in der Presse erklärte Barlog, er habe Höflich fünf Jahre lang an seinen beiden Häusern gehalten, obwohl der Berliner Rechnungshof mehrfach gemahnt habe, eine so selten auftretende Schauspielerin nicht als festes Ensemble-Mitglied zu beschäftigen. Zudem habe er der Schauspielerin versprochen, sie im Rahmen von Stückverträgen weiter zu beschäftigen. Zum Zeitpunkt von Höflichs Tod plante der Senat von Berlin die Einführung eines Ehrensolds für ältere Künstler, der eine Altersversorgung sicherstellen sollte.

## Filmografie
- 1913: Gendarm Möbius
- 1919: Freie Liebe
- 1920: Maria Magdalene
- 1920: Katharina die Große
- 1920: Der langsame Tod
- 1921: Die Bestie im Menschen
- 1921: Die Ratten
- 1921: Seefahrt ist not!
- 1921: Die Erbin von Tordis
- 1922: Nora
- 1922: Ein Glas Wasser
- 1923: Der verlorene Schuh
- 1923: Die Straße
- 1924: Der geheime Agent
- 1924: Kaddisch
- 1925: Götz von Berlichingen zubenannt mit der eisernen Hand
- 1925: Tartüff (Regie: Friedrich Wilhelm Murnau)
- 1925: Das Haus der Lüge
- 1925: Ein Walzertraum
- 1926: Nur eine Tänzerin
- 1927: Das gefährliche Alter
- 1927: Manege
- 1928: Der Biberpelz
- 1930: 1914, die letzten Tage vor dem Weltbrand
- 1931: Zum goldenen Anker
- 1932: Strafsache van Geldern
- 1932: Kampf (Regie: Erich Schönfelder)
- 1932: Der weiße Dämon (Regie: Kurt Gerron)
- 1933: Brennendes Geheimnis
- 1934: Peer Gynt (Regie: Fritz Wendhausen)
- 1936: Der Kurier des Zaren
- 1936: Der Raub der Sabinerinnen
- 1936: Schatten der Vergangenheit
- 1936: Fridericus
- 1937: Die Warschauer Zitadelle
- 1937: Der Berg ruft
- 1937/53: Starke Herzen
- 1938: War es der im 3. Stock?
- 1939: Robert Koch, der Bekämpfer des Todes
- 1939: Wir tanzen um die Welt
- 1940: Der Fuchs von Glenarvon
- 1941: Ohm Krüger
- 1942: Das große Spiel
- 1942: Weiße Wäsche
- 1942: Altes Herz wird wieder jung
- 1942: Lache Bajazzo
- 1955: Himmel ohne Sterne
- 1956: Anastasia, die letzte Zarentochter

## Theater
- 1907: Gotthold Ephraim Lessing: Minna von Barnhelm (Franziska) – Regie: Max Reinhardt (Deutsches Theater Berlin – Kammerspiele)
- 1913: Gotthold Ephraim Lessing: Emilia Galotti (Emilia) – Regie: Max Reinhardt (Deutsches Theater Berlin)

## Auszeichnungen
- 1937: Ernennung zur Staatsschauspielerin
- 1946: Ehrenmitglied des Deutschen Theaters Berlin
- 1947: Ernennung zur Professorin
- 1953: Verdienstkreuz der Bundesrepublik Deutschland
- 1957: Deutscher Filmpreis für Anastasia, die letzte Zarentochter (posthum als Beste Nebendarstellerin)